# Žamberk
Žamberk település Csehországban, az Ústí nad Orlicí-i járásban. Žamberk Líšnice, Kameničná, Kunvald, Helvíkovice, Dlouhoňovice és Lukavice településekkel határos. Lakosainak száma 5917 fő (2024. január 1.).

## Népesség
A település lakosságának változását az alábbi diagram mutatja:
| Lakosok száma | 3353 | 3425 | 3702 | 4417 | 5366 | 6092 | 6062 | 6104 | 5788 | 5917 |
|               | 1869 | 1900 | 1921 | 1961 | 1980 | 2011 | 2016 | 2019 | 2021 | 2024 |